# Дюс Бигалоу: Мъжкото жиголо
„Дюс Бигалоу: Мъжкото жиголо“ (на английски: Deuce Bigalow: Male Gigolo) е американска секс комедия от 1999 г. на режисьора Майк Мичъл в режисьорския си дебют в киното, във филма участват Роб Шнайдер в заглавната роля, Уилям Форсайт, Еди Грифин и Ария Барейкис.
Премиерата на филма е на 10 декември 1999 г. от „Буена Виста Пикчърс“ (чрез етикета му „Тъчстоун Пикчърс“). Докато филмът получава негативни отзиви от критиката, той е успех в боксофиса, който печели 92 млн. щ.д. в световен мащаб при бюджет от 17 млн. щ.д.
Продължението, озаглавено „Дюс Бигалоу: Европейското жиголо“, е пуснат през 2005 г. и е разпространен от „Кълъмбия Пикчърс“.